# Catedral de Nuestra Señora de Bzommar (Montevideo)
La Catedral de Nuestra Señora de Bzommar o alternativamente Catedral Católica Armenia Nuestra Señora de Bzommar y también Concatedral de Nuestra Señora de Bzommar es el nombre que recibe un edificio religioso que funciona como la catedral de la Iglesia Católica Armenia o rito armenio de la Iglesia Católica en Uruguay. Esta se encuentra ubicada en el barrio de Prado de Montevideo, la capital del país sudamericano de Uruguay.
El templo está dedicado a Nuestra Señora de Bzommar, la patrona de los católicos armenios. Es además la sede del Exarcado Apostólico Armenio de América Latina y México creada bajo el pontificado de Juan Pablo II en 1981. Es un importante centro religioso de la comunidad armenia local. 
Desde el 11 de septiembre de 2016 cuenta con un Archimandrita, Mons. Antonio Nazaret Ketchedjian Djchizian, sacerdote salesiano y párroco desde 1992. Mons. Ketchedjian es también hermano del anterior párroco el Prbo. Rafael Ketchedjian, y tío del conocido mago y conferencista Daniel Ketchedjian.
Todos los 19 de cada mes se celebra la popular fiesta de San Expedito en la Co-Catedral, con numerosas actividades y devociones durante todo el día, permaneciendo también la Iglesia abierta al público.
En Montevideo, existe también otra iglesia dedicada a Nuestra Señora de Bzommar en La Comercial.